# Chiesa di Santa Maria Assunta (Serra Riccò)
La chiesa di Santa Maria Assunta è un luogo di culto cattolico situato nella frazione di Serra, in via Serra, nel comune di Serra Riccò nella città metropolitana di Genova. La chiesa è sede della parrocchia omonima del vicariato di Sant'Olcese-Serra Riccò dell'arcidiocesi di Genova.

## Storia e descrizione
Come molte altre chiese del Genovesato è citata come pieve nel "Registro Arcivescovile delle decime" del 1143, ma probabilmente era già esistente da qualche secolo. Nonostante avesse giurisdizione su numerose parrocchie, comprese negli attuali comuni di Serra Riccò e Mignanego, fino al Settecento la chiesa era un edificio povero e disadorno.
Gravemente danneggiata nella guerra di successione austriaca del 1746-1747, dopo vari anni fu ristrutturata e costruito ex novo il campanile. Solo nel 1885 fu decisa la costruzione di una nuova chiesa, ultimata nel 1888 e benedetta dall'arcivescovo di Genova Salvatore Magnasco nello stesso anno.
Al suo interno sono degni di nota gli affreschi di Giovanni Battista Ghigliotti, la statua in legno della Madonna, di Antonio Canepa e l'organo Bianchi della metà dell'Ottocento.
La festa patronale è celebrata il 15 agosto, festività dell'Assunzione di Maria. Il 20 maggio si celebra invece la festa della confraternita di San Bernardino, che dispone di un oratorio sul piazzale antistante la chiesa.